# Microlepia flaccida
Microlepia flaccida là một loài thực vật có mạch trong họ Dennstaedtiaceae. Loài này được (R. Br.) J. Sm. miêu tả khoa học đầu tiên năm 1842.